# Canó naval 203/53 Mod. 1927
L'Ansaldo de 203 mm/53 era un canó naval fabricat per Ansaldo, emprat per la Regia Marina en els creuers pesants classe Zara. Va ser el canó de bateria principal dels creuers pesants del Tractat Naval de Washington més moderns d'Itàlia. Aquest tractat permetia que els vaixells de no més de 10.000 tones de desplaçament estàndard, i amb canons no més grans de 8 polzades (203 mm), fossin exclosos de les limitacions de tonatge total als vaixells capitals d'una nació.

## Descripció
Aquests canons incorporats consistien en un revestiment, un tub A i una jaqueta de llargada completa amb un bloc de recambra Welin accionat hidràulicament. Cada creuer pesat portava 8 canons muntats en 4 torretes bessones amb una elevació màxima de 45°. Les torretes de 181 tones muntaven ambdós canons en un bressol comú amb les línies centrals a només un metre de distància.  Aquesta pràctica de muntatge es va triar per reduir el pes, però la interferència mútua augmentava la dispersió durant el foc de salva. Cada canó podia disparar aproximadament quatre rondes per minut. Els canons Model 1929 a bord de Bolzano es van muntar en una torreta amb un blindatge més fi que els models anteriors, per reduir encara més el seu pes.

## Munició

### Càrregues de propulsor
Inicialment, els projectils de perforació de blindatge (APC) i d'alt explosiu (HE) utilitzaven dues càrregues propulsores diferents, ambdues inicialment utilitzant pols "C" (sense fum), en dues bosses (més tard, a mesura que estaven disponibles, es va substituir per pols tipus NAC i FC4). Les rondes APC utilitzaven una càrrega de 50,8 kg per a una pressió de treball de 3.360 kg/cm2 i una velocitat de boca de 960 metres per segon, mentre que les rondes HE utilitzaven una càrrega de 41,8 kg per a una pressió de treball de 3.250 kg/cm2 i una velocitat de boca de 940 metres per segon. A causa de l'excessiva experiència de dispersió de les armes, es va decidir reduir la velocitat de boca de les rondes APC utilitzant la mateixa càrrega (més feble) que els projectils HE: 41,8 kg. Això va reduir la pressió de treball a la mateixa que els obusos HE, i la velocitat de boca de l'APC va caure a 900 metres per segon, amb l'avantatge afegit de simplificar el subministrament de munició (ja que s'utilitzaven les mateixes càrregues per a tots els tipus de munició). Aquest esforç, però, no va afectar substancialment la dispersió, ja que l'arrel del problema era el muntatge dels canons en un bressol comú, més que l'alta velocitat de les armes.
Inicialment aquestes armes, com la majoria de canons de gran calibre de la Regia Marina, no tenien pólvora sense flaix (vampa ridotta), que era necessària per al combat nocturn. Les primeres proves de pols sense flaix sobre el 203 mm no es van produir fins a principis de 1941, a bord del creuer Fiume.

### Obusos
AP: Els obusos perforants utilitzades pel 203 mm/53 eren conegudes com "Granata perforante" ("Obús perforant"). La seva massa (125,3 kg) era mitjana per al seu calibre), amb una càrrega d'explosió inferior a la mitjana dels obusos Granata Perforante (3,57 a 5,57%), però superior a l'altre tipus de tir perforant (Palla/Proiettile Perforante, 1,15 a 1,69%), al 2,51%, o 3,157 kg de TNT. Els obusos tenien una tapa de perforació de blindatge tipus funda d'acer, mentre que la tapa balística era d'alumini (encara que en un moment eren d'un aliatge de magnesi) i feien 87,4 cm de llarg, o 4,17 calibres.
HE: Obusos d'alta explosiu (Granata Dirompente), que pesaven 110,57 kg i tenien una càrrega d'explosió de 7,5 kg de TNT (6,8%). Tot i que aquestes obusos eren típicament fusionades amb el nas, algunes poden haver tingut fusibles de base.
| Tipus d'obús | Massa                | Càrrega d'explosió | Tipus de fusible               | Velocitat del morrió | Abast                       |
| ------------ | -------------------- | ------------------ | ------------------------------ | -------------------- | --------------------------- |
| AP           | 125.3 kg (276 lb)    | 3.157 kg (6.96 lb) | Fusible base d'acció retardada | 900 m/s (3,000 ft/s) | 31,324 m (34,256 yd) @ 45°  |
| HE           | 110.57 kg (243.8 lb) | 7.5 kg (17 lb)     | Fusible nasal instantani       | 940 m/s (3,100 ft/s) | 30,547 m (33,407 yd)* @ 45° |

* L'abast correspon a una velocitat indicada de 930 ms (3.100 peus)
- Com s'ha esmentat anteriorment, la velocitat original era de 960 m/s (3.100 peus/s). El rang màxim a +45° d'elevació va ser de 34.208 m (37.410 iardes) a una velocitat de 950 m/s (3.100 peus/s).

## Rendiment
Aquests canons estaven muntats en torretes bessones en els quatre creuers de la classe Zara, i en el Bolzano, les torretes es van designar Modello 1927 i Modello 1929 respectivament. El M1929 va ser dissenyat per ser més lleuger, cosa que es va aconseguir principalment mitjançant un blindatge de placa frontal més fina (reduïda de 150 mm a 100 mm). Els creuers van muntar quatre torretes, totes a la línia central. Els canons no eren de màniga individual, sinó que estaven muntats en un bressol comú separat d'un metre i tenien una distància de retrocés de 55 centímetres. Les torretes eren alimentades elèctricament. La depressió era d'un mínim de -5º i l'elevació fins a un màxim de +45°, i es podia aconseguir a una velocitat de 5º/segon. La travessa, ±150º en qualsevol direcció des de la línia central, es va aconseguir a una velocitat de 6º/segon. Les torretes M1927 més blindades de la classe Zara pesaven 181 tones mètriques, mentre que el pes del M1929 no es coneix, tot i que era més lleuger.
La càrrega es podia dur a terme a qualsevol elevació, cosa que era un avantatge considerable per mantenir la velocitat de foc. Això s'aconseguia mitjançant els apisonadors hidràulics units als bressols de les armes, permetent el seu funcionament en qualsevol punt d'elevació. La velocitat de foc per arma era d'una ronda cada 16 segons (3,8 rondes per minut).
El rendiment era alt: només el SK C/34 alemany de 20,3 cm tenia un abast balístic més llarg després que els canons italians reduïssin la seva velocitat APC, tot i que gran part d'aquest rang no era pràcticament utilitzable (tot i que en teoria ambdós canons eren capaços de disparar més enllà dels 30 km, els cops de 203 mm de més gran abast de la guerra només s'aconseguirien a 22 km, i les salves de més abast es van disparar al voltant de 24 km). La penetració era alta per al calibre, però a diferència de molts altres canons de 203 mm d'alta penetració, la càrrega d'explosió encara era bastant gran per al calibre (només superada entre el calibre pels projectils britànics SAPC), donant als canons alguns dels millors cops-potència del seu calibre. La capacitat de mantenir les operacions de càrrega a qualsevol elevació significava que la velocitat de foc a llarga distància no es veiés obstaculitzada pels procediments de càrrega, com en molts altres canons de 203 mm.
Tanmateix, aquestes armes tenien dos inconvenients importants. El primer va ser una baixa vida útil del revestiment, a causa de les altes pressions de treball i velocitats de boca, però això es va contrarestar en gran manera pel fet que els canons tenien revestiments solts, que es podien canviar a bord dels creuers. Aquest procés de substitució relativament fàcil (en comparació amb altres mètodes) va fer que la substitució del revestiment es pogués dur a terme amb relativa rapidesa, abans que la pèrdua de velocitat fos excessiva (el sistema de control d'incendis podia tolerar pèrdues de fins a 50 metres per segon).El segon gran inconvenient, i el més conseqüent dels dos, va ser el fet que els canons estaven muntats en un bressol comú. En el moment en què es van construir els vaixells, era un mètode força comú d'estalvi de pes per a les torretes de la bateria principal (més utilitzada per la Marina dels Estats Units en torretes triples de 14" i 8"), però a causa de la proximitat dels canons a entre si, resultaria en una interferència dels obusos en vol immediatament després de sortir dels barrils, provocant una dispersió excessiva a llarga distància.
Els dos primers creuers de la classe Trento van muntar en la mateixa configuració el canó anterior 203 mm/50 Model 1924. Es diferenciava dels canons posteriors per tenir un revestiment fix, un angle de càrrega fix de +15° i un únic elevador de munició, que reduïa la velocitat de tir; la dispersió va ser encara més destacada que en els canons posteriors.

### Armes de paper, rendiment i època comparables
- Canó naval Mk VIII BL de 8 polzades - equivalent britànic
- Canó de 203 mm/50 Modèle 1924 - equivalent francès
- Canó naval SK C/34 de 20,3 cm - equivalent alemany
- Canó naval 20 cm/50 Tipus 3r any - equivalent japonès
- Canó de calibre 8"/55 - equivalent estatunidenc